# Koji Miyata
Koji Miyata (宮田 孝治 Miyata Kōji?,  nacido el 15 de enero de 1923) es un exfutbolista japonés que se desempeñaba como centrocampista.
Miyata jugó 6 veces para la selección de fútbol de Japón entre 1951 y 1954. Fue elegido para integrar la selección nacional de Japón para los Juegos Asiáticos de 1951 y 1954.

## Trayectoria

### Clubes
| Club                  | País  | Año  |
| --------------------- | ----- | ---- |
| Tanabe Pharmaceutical | Japón | ???? |

### Selección nacional
| Selección | País  | Año         |
| --------- | ----- | ----------- |
| Absoluta  | Japón | 1951 - 1954 |

## Estadística de equipo nacional
| Selección de Japón | Selección de Japón | Selección de Japón |
| Año                | Part.              | Goles              |
| ------------------ | ------------------ | ------------------ |
| 1951               | 3                  | 0                  |
| 1952               | 0                  | 0                  |
| 1953               | 0                  | 0                  |
| 1954               | 3                  | 0                  |
| Total              | 6                  | 0                  |